# Talsperrenweg

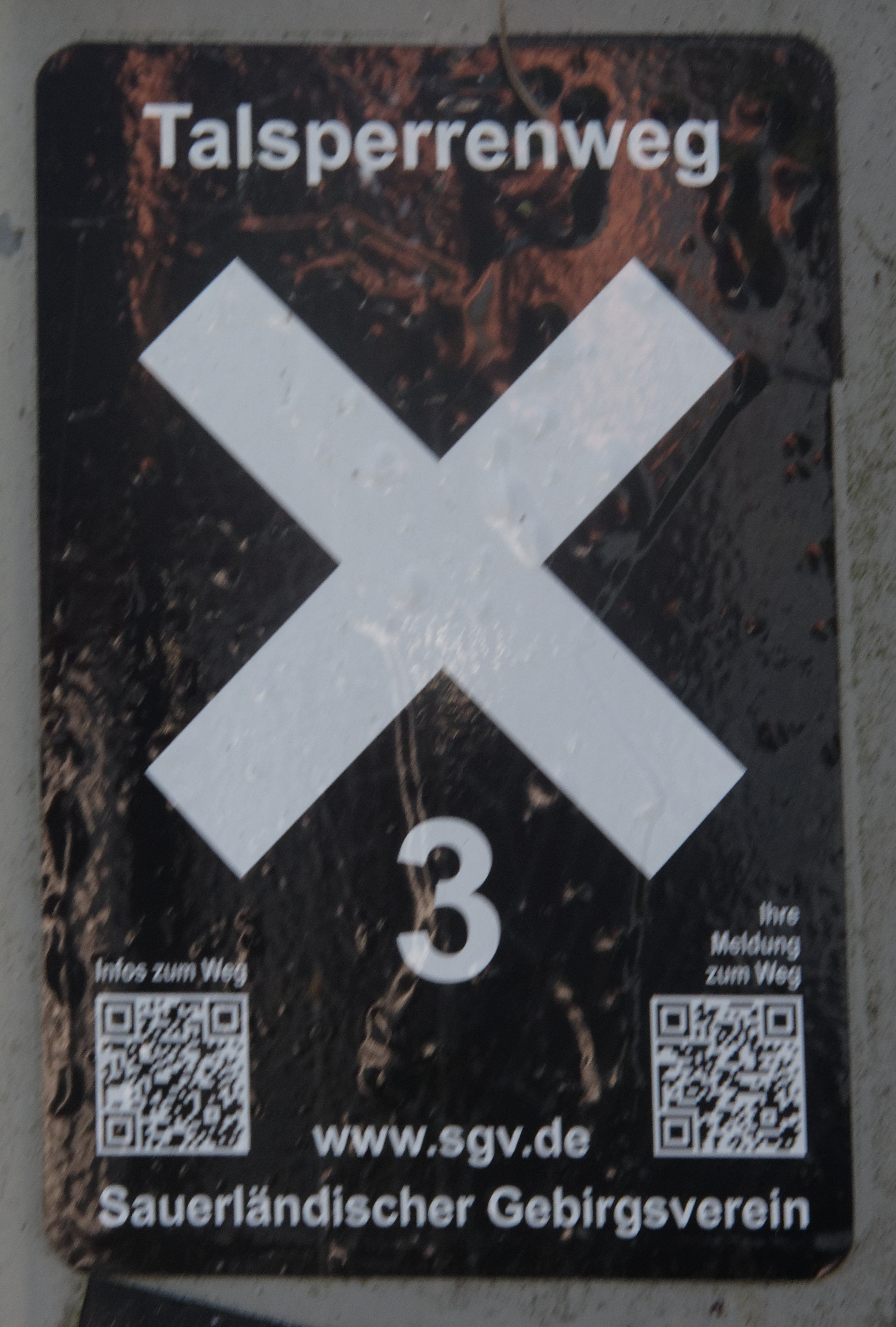
Wegeschild Talsperrenweg

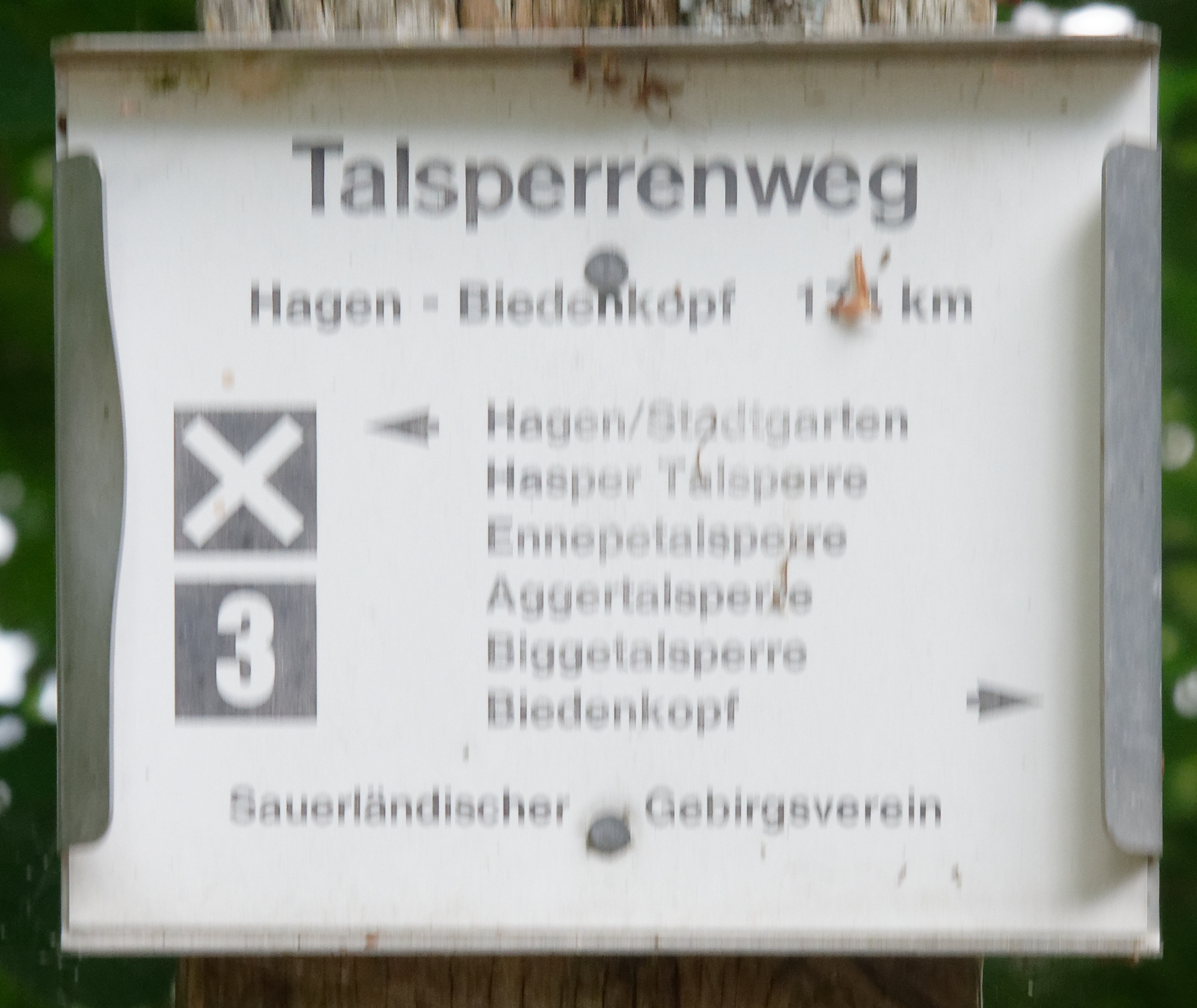
Wegpunkt

Der Talsperrenweg ist ein Anfang des 20. Jahrhunderts geschaffener Hauptwanderweg im Vereinsgebiet des Sauerländischen Gebirgsvereins und besitzt wie auch all die anderen Hauptwanderstrecken als Wegzeichen das weiße Andreaskreuz X, an Kreuzungspunkten um die Ziffer 3 erweitert.

## Wegführung
Er führt mit einer Länge von insgesamt 164 km von Hagen (Westfalen) nach Biedenkopf (Hessen) über Ennepetal, Marienheide, Bergneustadt, den Biggesee, Krombach und Hilchenbach.
Der Wanderweg ragt nicht nur durch seine landschaftlichen Schönheiten heraus, sondern überschreitet vielfach politische, kulturhistorische und regionale Grenzen.
So liegt der Startpunkt im westfälischen Hagen, weiter geht es durch das märkische Sauerland, ein Abstecher geht ins Oberbergische. Durch das Südsauerland und Siegerland geht es dann dem Ziel im hessischen Biedenkopf zu.
Namensgebend für den Weg sind die elf Talsperren, die von ihm berührt werden. Diese sind in der Reihenfolge von Hagen aus die Hasper Talsperre, die Ennepetalsperre, das Vorstaubecken der Neyetalsperre, die Kerspetalsperre, die Lingesetalsperre, die Brucher Talsperre, die Aggertalsperre, die Biggetalsperre und die Breitenbachtalsperre.
Zwischen der Ennepetalsperre und der Kerspetalsperre wurde der Wanderweg im Jahr 2006 auf einer Strecke von 22 km verlegt. Seitdem verläuft er nicht mehr durch das Stadtgebiet von Halver, sondern durch den ca. 4 km westlich an der B 229 gelegenen Ortsteil Schwenke und anschließend über überwiegend Wipperfürther Gebiet nach Kierspe-Rönsahl. Dabei kreuzt er östlich der Ortschaft Egen die Hauptwanderstrecke 7, die nach Halver führt. Im weiteren Verlauf führt der Weg unmittelbar unterhalb der Sperrmauer der Kerspetalsperre entlang.

### Wanderkarten
Zu empfehlende Wanderkarten: Freizeitkarten des Landesvermessungsamtes Nordrhein-Westfalen, Maßstab 1:50.000 (nur noch in Restbeständen oder antiquarisch erhältlich)
- Blatt 14 Ruhrgebiet (Ost)
- Blatt 19 Naturpark Bergisches Land (Nord)
- Blatt 20 Naturpark Ebbegebirge
- Blatt 25 Siegerland